# Ouigo

Ouigo-Logo

Ouigo (/wi'go/) ist eine 2013 eingeführte Marke und Zuggattung der französischen Staatsbahn SNCF. Unter dieser Bezeichnung werden im Rahmen einer Niedrigpreisstrategie preisgünstige Fernzugverbindungen im Personenverkehr angeboten, bei denen gegenüber höherpreisigen Angeboten der SNCF wie inOui (der klassische TGV) und Intercités auf bestimmte Komfortmerkmale verzichtet wird. 
Das Ouigo-Angebot in Frankreich umfasst unter der Bezeichnung Ouigo Grande Vitesse TGV-Hochgeschwindigkeitszüge und als Ouigo Train Classique Verbindungen mit konventionellen Fahrzeugen. Die Fahrten haben, ähnlich wie der klassische Fernverkehr der SNCF, üblicherweise Paris als Ausgangs- bzw. Zielort und erreichen etwa 60 Orte in ganz Frankreich sowie Mons und Brüssel in Belgien. Mit Stand 2024 sind etwa 20 % des SNCF-Hochgeschwindigkeitsverkehrs Ouigo-Grande-Vitesse-Fahrten. 
Seit 2021 werden unter der Marke Ouigo auch Fahrten in Spanien angeboten. Dieses eigenständige Verbindungsnetz umfasst etwa 15 Ziele.

## Konzept

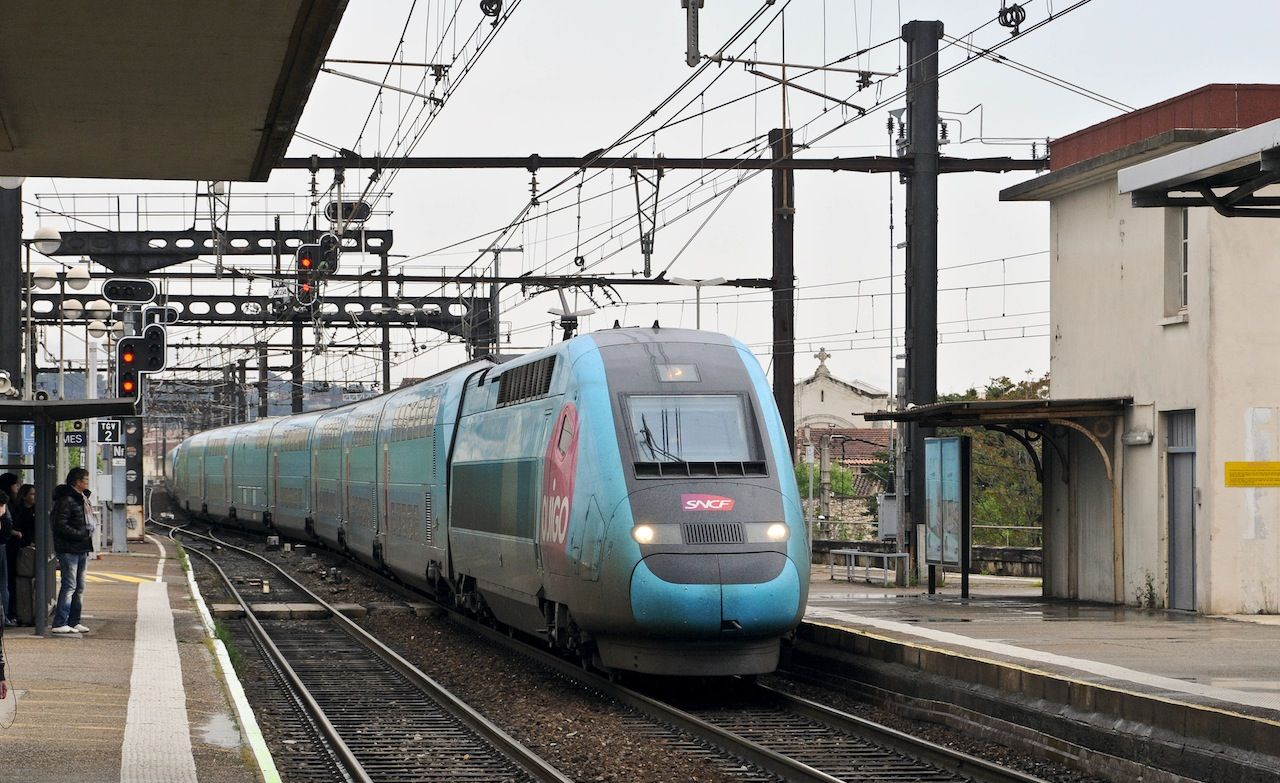
Ein TGV-Duplex-Zug mit „Ouigo“-Lackierung, der für Ouigo Grande Vitesse eingesetzt wird

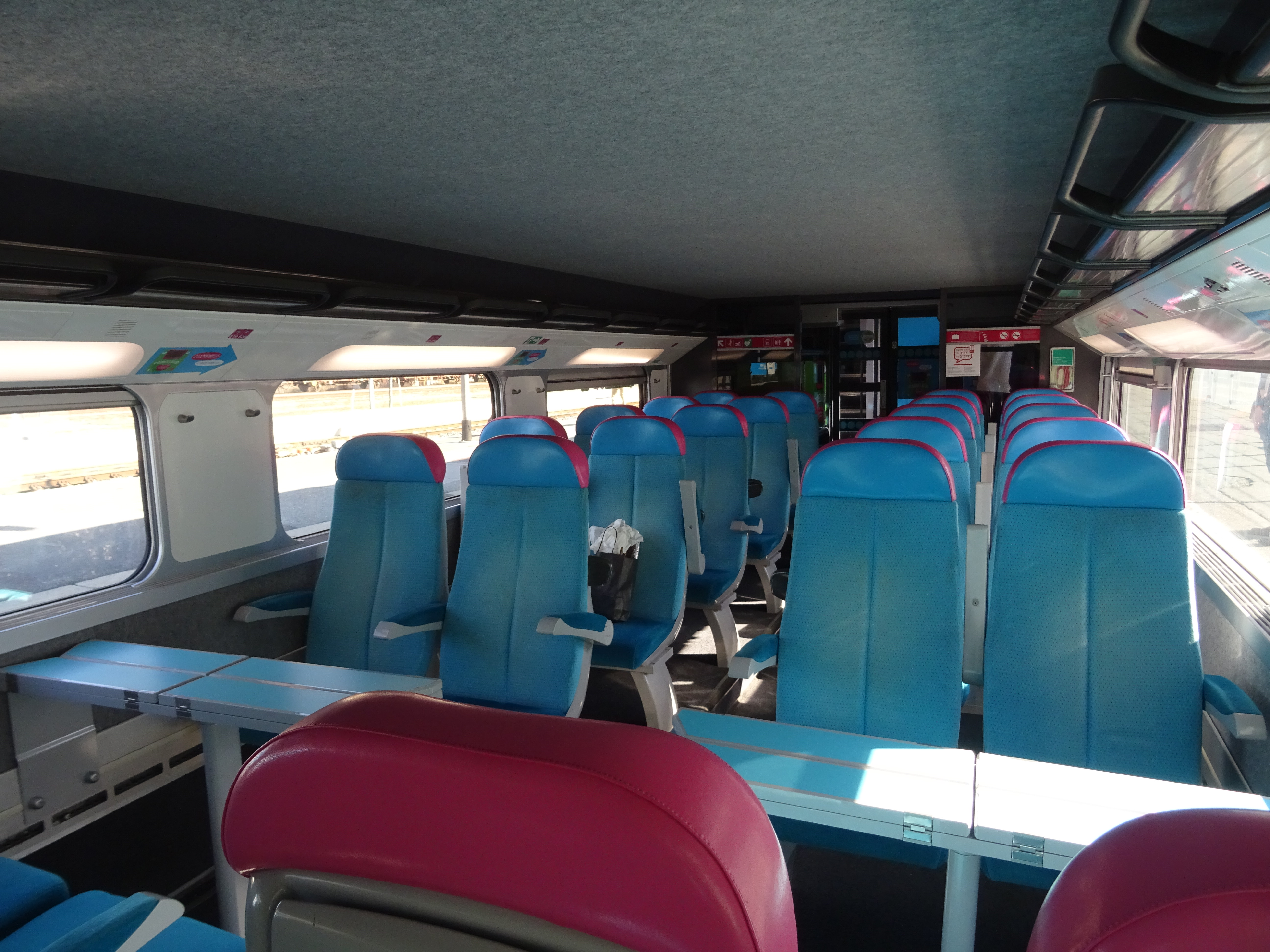
Innenraum (Unterstock) eines Ouigo-TGV

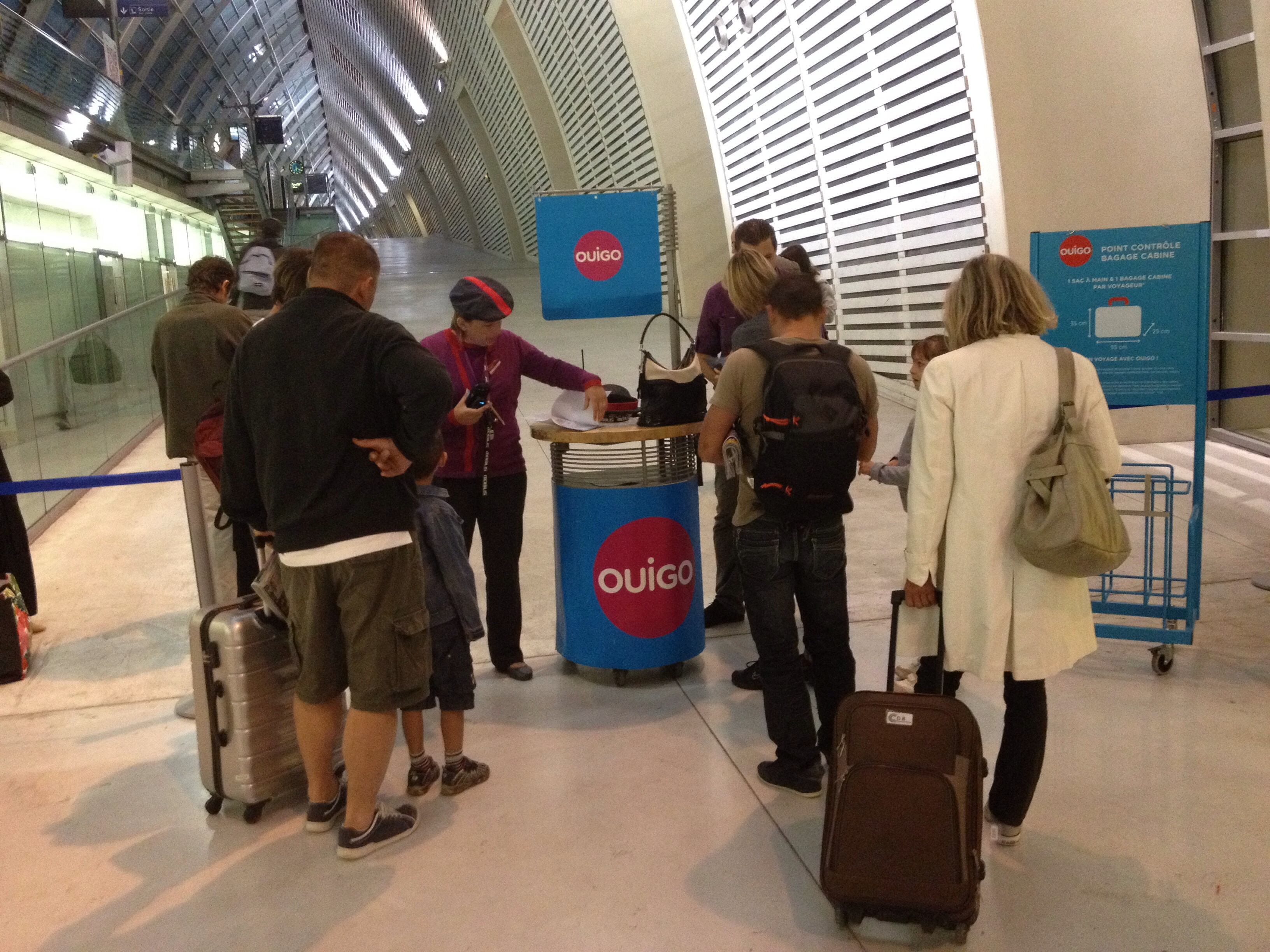
Ticket-Check-in am Bahnhof Avignon TGV

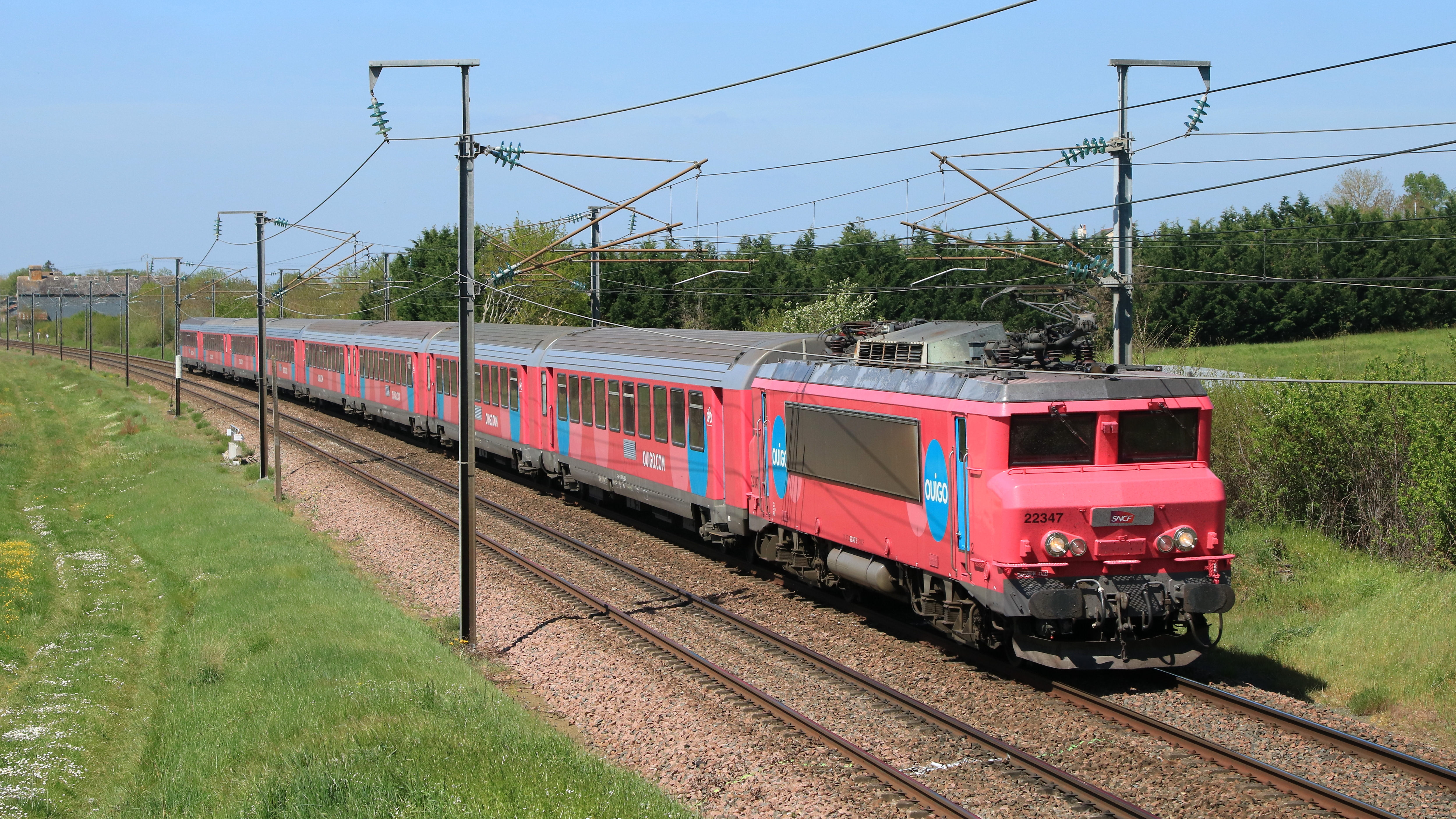
Ouigo Train Classique

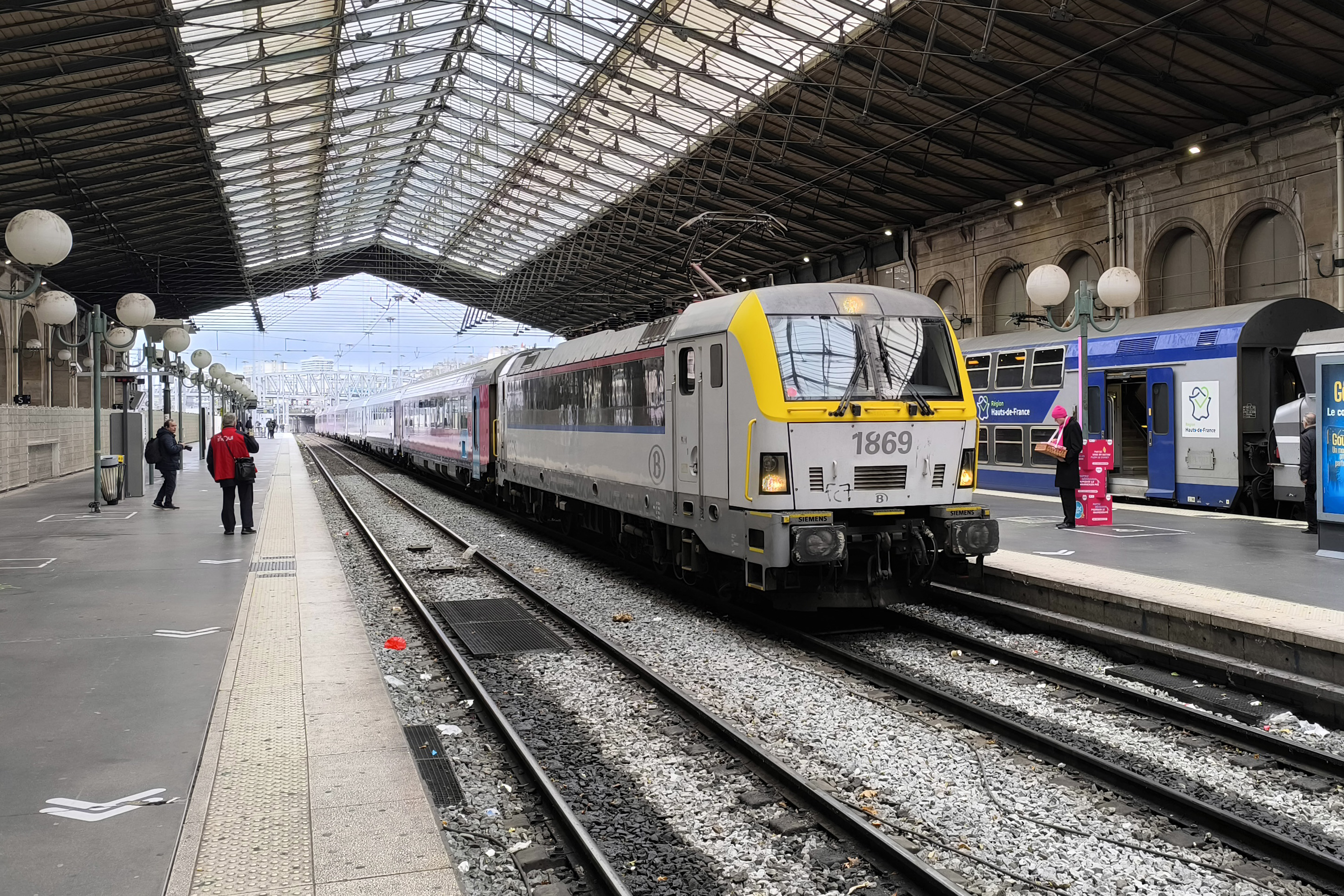
Erster Ouigo-Train-Classique-Zug Brüssel–Paris (2024)

### Service
Das Konzept der Ouigo-Züge basiert auf der Idee der Billigfluggesellschaften im Flugverkehr. So können Fahrkarten ausschließlich online über die Ouigo-Website oder über die mobile App gekauft werden. Ein Kauf an Automaten und Fahrkartenschaltern ist nicht möglich. Fahrkarten müssen vor Beginn der Fahrt gekauft sein. Die Fahrkarten selbst bestehen aus einem Aztec-Code, der entweder ausgedruckt oder auf dem eigenen Mobiltelefon angezeigt werden kann. Fahrgäste müssen bereits 30 Minuten vor Abfahrt am Bahnhof sein.
Da die Fahrkarten bereits beim Einstieg kontrolliert werden, wird nur das Minimum von vier Mitarbeitern für die Betreuung eines TGV-Zuges bzw. zwei Mitarbeitern für einen klassischen Zug eingesetzt.
Für den Basispreis einer Fahrkarte ist nur die Mitnahme eines vergleichsweise kleinen Gepäckstücks (35 cm × 55 cm × 25 cm) sowie eines Handgepäckteils mit dem Maß von 27 cm × 15 cm × 36 cm inklusive. Für weitere oder größere Gepäckstücke muss ein Aufpreis gezahlt werden. Dadurch können Passagiere allerdings beispielsweise auch komplette, verpackte Fahrräder mitnehmen.
Der Kundendienst ist stark eingeschränkt. Die einzige Möglichkeit, Ouigo zu kontaktieren, ist das Webformular auf der eigenen Homepage. Es gibt keine Telefonnummer oder E-Mail-Adresse, an die sich Kunden wenden können.
Die innerfranzösischen Züge von Ouigo Train Classique werden von einer Tochtergesellschaft der SNCF betrieben, womit für das Personal nicht die SNCF-Arbeitsbedingungen übernommen werden mussten. Die Gesellschaft trägt den Namen Oslo, was der Codenamen des Angebots während dessen Aufbau war. Oslo hatte 2022 ungefähr 80 Mitarbeiter, wovon rund die Hälfte von der SNCF eingestellt wurden. Jeder Zug wird von drei Mitarbeitern geführt: einem Triebfahrzeugführer, einem Zugbegleiter und einem On-Bord-Komfort- und -Service-Mitarbeiter. Die Mitarbeiter erhalten verglichen mit SNCF-Zugpersonal eine 20 % höhere Entlohnung, müssen aber auch zusätzliche Aufgaben übernehmen. Im Zug wird ein Minibar-Service angeboten.

### Preise
Das Ouigo-Konzept besteht darin, so viel Kosten wie möglich zu sparen, um den Fahrpreis gering zu halten. Teil des Billigkonzepts ist der Verzicht auf eine 1. Klasse. Fahrkarten für Erwachsene variieren zwischen 10 und 115 Euro, je nach Strecke und Zeitpunkt des Kaufes. Des Weiteren gelten die folgenden Preisregelungen: Kinder unter zwölf Jahren bezahlen abhängig von der Strecke pauschal fünf oder acht Euro. Im Fahrpreis für Erwachsene ist ein Gepäckstück und ein Handgepäck inbegriffen. Weitere Gepäckaufpreise variieren zwischen fünf Euro pro Gepäckstück (direkt beim Erwerb des Tickets), zehn Euro (online, nach Kauf des Tickets, aber vor Abreise) und 20 Euro (direkt am Bahnhof). Reservierungen für bestimmte Sitze sind nach Verfügbarkeit möglich und mit drei bis sieben Euro Mehrpreis verbunden. Die WLAN-Nutzung kostet ebenfalls einen Aufpreis. Des Weiteren gibt es Kleingruppentarife.
Die Preisgestaltung wird zur bestmöglichen Auslastung der Züge variiert. 2023 lag die durchschnittliche Sitzplatzbelegung der Ouigo-TGV nach SNCF-Angaben bei 90 %.
Für die Ouigo Train Classique-Zügen wird die Reservation 45 Tage vor Zugabfahrt freigegeben. Die Preise sind ab Reservationsfreigabe fest und verändern sich nicht mit der Nachfrage wie bei Ouigo Grande Vitesse. Sie liegen zwischen 10 und 30 € für eine Einzelfahrkarte für Erwachsene, Kinder zahlen pauschal 5 €. Große Gepäckstücke kosten 5 €, Fahrräder 10 €.

### Rollmaterial
Für die Ouigo-Verkehre werden modifizierte TGV-Duplex-Züge verwendet, die ausschließlich über eine zweite Reiseklasse mit 2+2- oder 3+1-Sitzen und keinen Speisewagen verfügen. Mittels dieser Modifizierungen können bis zu 644 Fahrgäste in einem Zug befördert werden – 20 Prozent mehr als in üblichen TGV-Zügen. Die Züge verkehren meistens als Doppeleinheit und bieten somit 1268 Sitzplätze.
Die Wartung findet nachts u. a. im „Technicentre“ Lyon-Gerland statt.
Zum Fahrplanwechsel im Dezember 2015 wurden vier neue TGV-Einheiten zu Ouigo-Zügen äußerlich umgestaltet. Die Inneneinrichtung wurde unverändert übernommen. Im Dezember 2016 wurden das Angebot und die Fahrzeugflotte weiter ausgedehnt. Im Sommer 2024 standen 38 TGV-Duplex-Einheiten für Ouigo zur Verfügung. Zwölf dieser Züge sollen ab Januar 2025 nacheinander modernisiert werden, wobei unter anderem die Sitze durch ein neues Modell getauscht und die Zahl der Sitzplätze von 644 auf 653 erhöht werden sollen.
Seit April 2022 verkehren auf den Relationen Paris–Nantes und Paris–Lyon abseits der Hochgeschwindigkeitsstrecken unter der Marke Ouigo Train Classique auch lokbespannte, aus ehemaligen Corail-Wagen gebildete Züge mit einer Höchstgeschwindigkeit von 160 km/h. Dieses Angebot wurde seither erweitert. Für die OTC-Züge standen bei Betriebsaufnahme neun Zweisystem-Lokomotiven der Baureihe BB 22200 und 36 Corailwagen zur Verfügung. Jeder Zug besteht aus acht Wagen und bietet ungefähr 600 Sitzplätze. Die rosafarbenen Züge werden nachts in Masséna im Vorbahnhofbereich von Paris-Austerlitz unterhalten. Die im Dezember 2024 eingeführten Ouigo-Train-Classique-Züge zwischen Paris und Brüssel werden aus Material der SNCB/NMBS gebildet, die dazu I11-Wagen und Lokomotiven der Reihe 18 einsetzt.

## Streckennetz

### Entwicklung
Ab dem 2. April 2013 verkehrten Züge vom Typ TGV unter der Marke Ouigo zwischen dem Bahnhof Marne-la-Vallée - Chessy in Marne-la-Vallée bei Paris und dem Südosten Frankreichs. Zum Fahrplanwechsel im Dezember 2015 wurde das Angebot auf 50 Verbindungen verdreifacht und das Netz um Verbindungen in den Norden und Westen Frankreichs erweitert. Die zusätzlichen Angebote verbinden Tourcoing (an der belgischen Grenze, im Département Nord) über (Flughafen Roissy-CDG Terminal 2), Bahnhof Massy TGV, Le Mans, Angers mit Nantes. Mit Strasbourg, Metz, Nancy und Colmar kamen 2018 Ziele im Osten Frankreichs hinzu. Seit Dezember 2018 werden Toulon, Les Arcs Draguignan, Saint-Raphaël, Cannes, Antibes und Nizza an der Côte d’Azur bedient. Seit Juni 2020 sind die innerstädtisch gelegenen Bahnhöfe Lyon-Perrache und Lyon-Part-Dieu in das Streckennetz einbezogen, u. a. mit Direktverbindungen in das Zentrum von Paris. In der Wintersaison 2020/21 wurden erstmals tägliche Ouigo-Verbindungen von Paris über den Flughafenbahnhof Lyon-Saint-Exupéry in die französischen Alpen geführt.
Seit April 2022 werden unter der Marke Ouigo Train Classique (OTC) auch lokbespannte Züge auf klassischen Strecken angeboten. Zur Abgrenzung zu diesem neuen Angebot wurde das bestehende Angebot auf Hochgeschwindigkeitsstrecken in Ouigo Grande Vitesse umbenannt. Am 19. Dezember 2024 existiert mit der seither dreimal täglich angebotenen Ouigo-Train-Classique-Verbindung Paris–Brüssel erstmals ein grenzüberschreitendes Ouigo-Angebot. Belgischer Partner der SNCF ist hier die SNCB/NMBS.
Ende 2020 bediente Ouigo 41 Bahnhöfe in ganz Frankreich; Ende 2024 waren es etwas über 60 sowie zwei Ziele in Belgien. Die beim Start der Marke befahrenen Strecken (LGV Sud-Est, LGV Rhône-Alpes und LGV Méditerranée) gehören zu den meistgenutzten im französischen Hochgeschwindigkeitsnetz. Mit Stand 2024 sind etwa 20 % des SNCF-Hochgeschwindigkeitsverkehrs Ouigo-Grande-Vitesse-Fahrten. Bis 2030 soll dieser Anteil auf etwa 30 % gesteigert werden, wozu das Ouigo-Netz auf rund 75 Ziele in Frankreich erweitert werden soll. Im Jahr 2023 wurden 22 Millionen Ouigo-Fahrscheine verkauft; 2027 soll die Anzahl nach Planungen der SNCF bei 33 Millionen liegen.

### Expansion nach Spanien

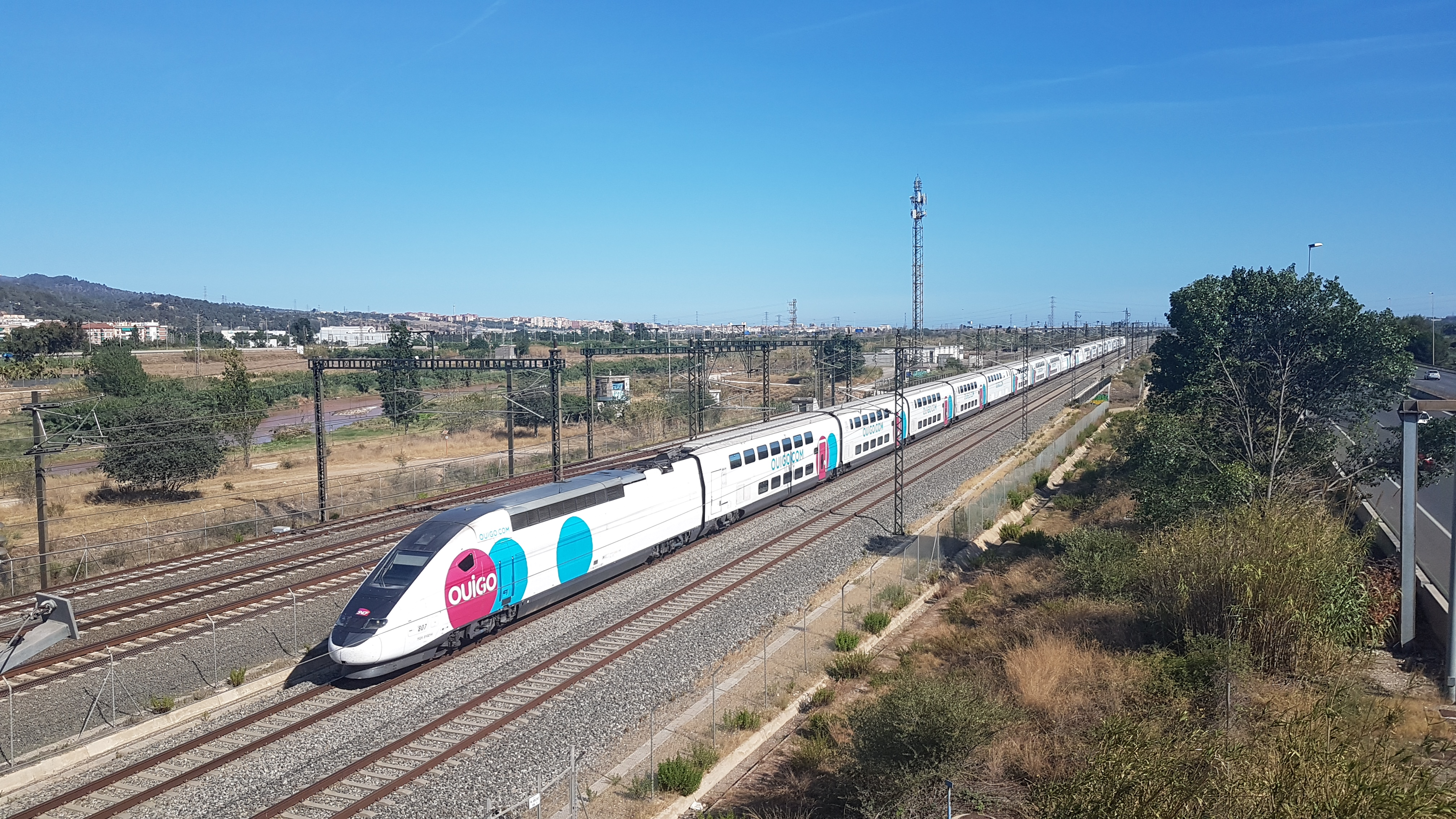
Ouigo-España-Zug

Die SNCF bietet im Zuge der Liberalisierung des Schienenpersonenverkehrs in Spanien seit Mai 2021 dort ebenfalls Ouigo-Verkehre an.
Zunächst verbinden fünf Ouigo-Zugpaare Barcelona mit Madrid, seit 28. April 2023 zwei Zugpaare Madrid mit Albacete und Alicante. Seit März 2024 werden Segovia und Valladolid sowie seit September 2024 auch Elche (bei Alicante) und Murcia bedient. Für einen späteren Zeitpunkt waren bereits 2023 Verbindungen von Madrid nach Valencia, Malaga und Sevilla geplant. Zum Einsatz kommen TGV-Duplex-Garnituren, wofür zunächst 14 Stück ausgerüstet wurden.
Ouigo konkurriert beim Hochgeschwindigkeitsverkehr in Spanien nicht nur mit den AVE-Hochgeschwindigkeitszügen des staatlichen spanischen Eisenbahnverkehrsunternehmens Renfe, sondern auch mit dessen im Juni 2021 eingeführten Niedrigpreisangebot avlo sowie mit der Intermodalidad de Levante (ILSA), einer mit Minderheitsbeteiligung der Trenitalia gegründeten Schwestergesellschaft der spanischen Fluggesellschaft Air Nostrum. ILSA startete den Betrieb unter der Marke iryo mit Hochgeschwindigkeitszügen des Typs Frecciarossa 1000 im November 2022.

### Bahnhöfe

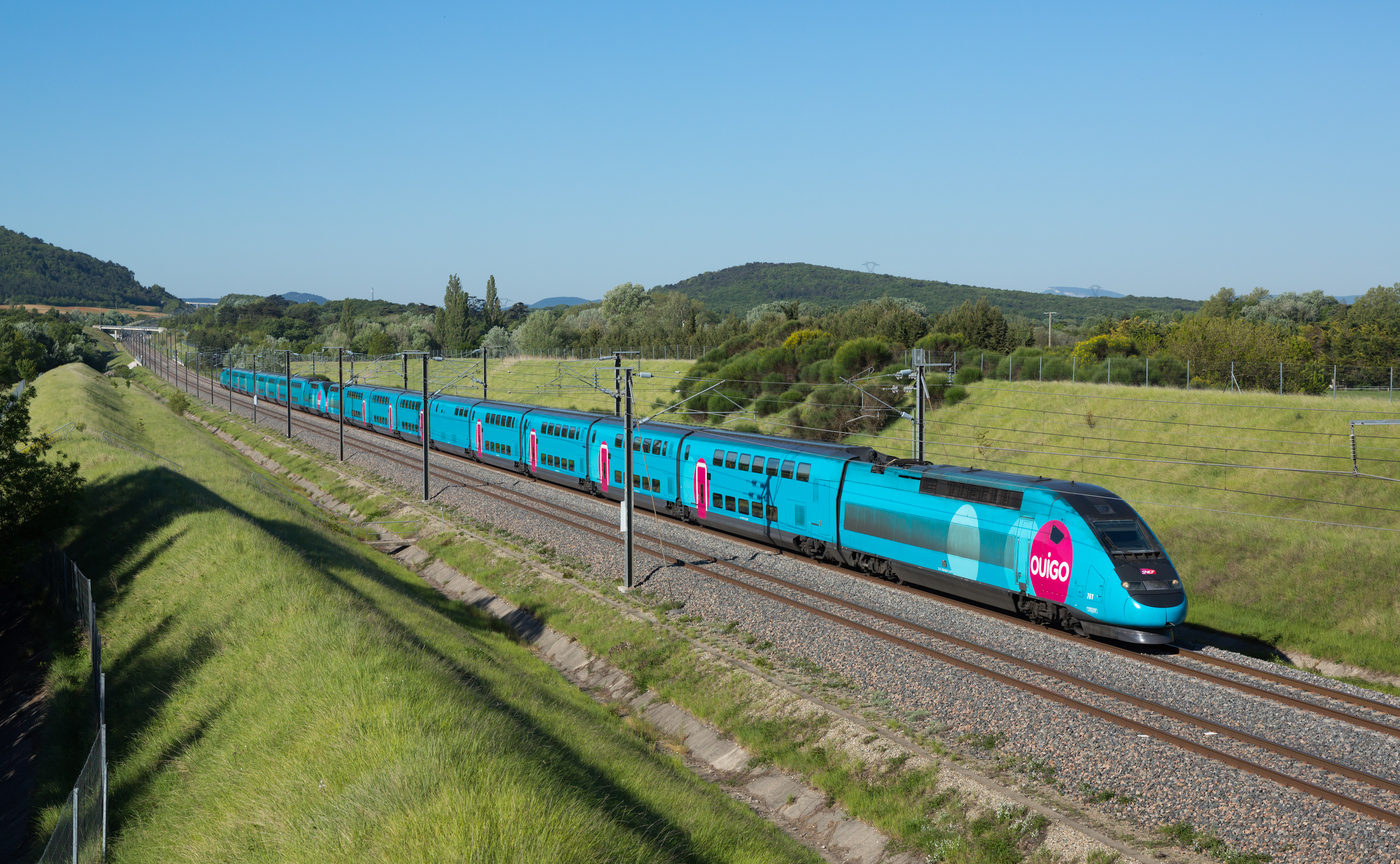
Zwei TGV „Dasye“ in Ouigo-Lackierung auf dem Weg von Marseille nach Paris, bei Montboucher-sur-Jabron

Anfangs hielten die Ouigo-Züge nur an abgelegenen Bahnhöfen mit geringeren Bahnhofbenutzungsgebühren der SNCF Réseau. So wurde im Großraum Paris zuerst nur der Bahnhof Marne-la-Vallée - Chessy angefahren, statt Lyon-Part-Dieu der Flughafenbahnhof Lyon Saint-Exupéry, statt Lille oder Roubaix der Bahnhof von Tourcoing an der Grenze zu Belgien. Seit 2018 bestehen Verbindungen von drei Bahnhöfen im Zentrum von Paris, und seit Juni 2020 führt Ouigo Linien zwischen den Innenstädten von Paris und Lyon.
Die Ouigo-Züge halten an folgenden Bahnhöfen: Marne-la-Vallée - Chessy, Lyon Saint-Exupéry, Lyon-Part-Dieu, Lyon-Perrache, Valence, Nîmes, Montpellier, Avignon, Aix-en-Provence und Marseille.
Mit dem Fahrplanwechsel im Dezember 2015 kamen als neue Ziele Nantes, Angers Saint-Laud, Le Mans, Rennes, Tourcoing (bei Lille), Bahnhof TGV Haute-Picardie, Flughafen Paris Roissy (CDG) und Bahnhof Massy TGV hinzu.
Seit Dezember 2017 wird mit dem Bahnhof Paris-Montparnasse erstmals ein Halt innerhalb von Paris bedient. 2018 kamen Verbindungen ab Paris-Est und Paris-Gare-de-Lyon hinzu. Seit Juni 2020 wurden die innerstädtisch gelegenen Bahnhöfe Lyon-Perrache und Lyon-Part-Dieu in das Streckennetz einbezogen, u. a. mit Direktverbindungen in das Zentrum von Paris. Im Winter 2020/21 wurden Ouigo-Züge in die französischen Alpen geführt nach Grenoble und weiter über die Strecke entlang der Tarentaise nach Albertville, Moutiers-Salins-Brides-les-Bains, Aime-la-Plagne und Bourg-Saint-Maurice.
Die Ouigo-Train-Classique-Züge der Verbindung Paris–Nantes verkehren ab dem Bahnhof Paris-Austerlitz und bedienen entweder Juvisy, Massy-Palaiseau, Versailles, Chartres, Le Mans und Angers oder Juvisy, Les Aubrais in Fleury-les-Aubrais nahe Orléans, Blois, Saint Pierre-des-Corps nahe Tours, Saumur und Angers. Die erstgenannte Route nehmen bis Le Mans auch die am 5. April 2024 eingeführten Ouigo-Train-Classique-Züge Paris–Rennes, die westlich von Le Mans neben Rennes auch Laval bedienen. Die Ouigo-Train-Classique-Züge der Destination Paris–Lyon verkehren ab dem Bahnhof Paris-Bercy über Villeneuve Saint-Georges, Melun, Dijon, Chalon-sur-Saône und Mâcon nach Lyon-Perrache. Die Verbindung von Paris nach Brüssel hat ihren Ausgangspunkt im Gare du Nord und erreicht Brüssel über Creil, Aulnoye-Aymeries und Mons.

## Marke der SNCF
Ouigo wurde als Marke in das erweiterte Markenkonzept der SNCF eingebettet: Im Jahr 2017 begann die SNCF, Fahrten mit ihren klassischen TGV-Züge unter der Marke TGV inOui anzubieten. Unter dem Motto „SNCF sagt OUI“ gesellte das Unternehmen mit OUIbus sein Angebot an Fernbusverkehr (seither verkauft und als BlaBlaBus betrieben) und mit OUIcar an Autovermietung hinzu. Zum Ende 2017 firmierte der Online-Ticketverkauf im Web um von voyages-sncf.com nach OUI.sncf.